# Referéndum constitucional de Egipto de 2014
El referéndum constitucional de 2014 se celebró en Egipto el 14 y 15 de enero para los egipcios residentes en el país, y los que viven en el exterior votaron del 8 al 12 de enero.

## Antecedentes
Mohamed Morsi fue derrocado el 3 de julio del año anterior en un violento golpe de Estado. El calendario electoral establecido por el presidente interino Adli Mansour prevé una rápida transición, que inicialmente implica la modificación de la constitución aprobada en referendo en 2012. El proceso de enmienda de la Constitución de 2012 se inició con un comité de 10 expertos legales. Además, el proyecto cuenta con otros muchos cambios notables en comparación con la Constitución de 2012. El comité completó su trabajo el 20 de agosto de 2013. La segunda fase del proceso incluye enmiendas de una comisión de 50 expertos legales, que fueron anunciadas el 1 de septiembre de 2013. Amr Moussa fue elegido presidente de la comisión de 50 miembros, el 8 de septiembre de 2013. La versión final de la Constitución incluye la prohibición de los partidos que se basan en la religión. El borrador ya terminado de esta Constitución fue entregado al presidente Mansour el 3 de diciembre.

## Campaña

### Partidarios
El Partido de la Dignidad, el Partido de la Alianza Socialista Popular, el Partido Socialista de Egipto, el Partido al-Nour, la Federación Sindical Egipcia, el Frente de Salvación Nacional y el Partido Socialdemócrata Egipcio han expresado su apoyo a la Constitución. Tamarod -también a favor- inició el 5 de diciembre de 2013 una campaña de apoyo a la opción "Sí".

### Opositores
El Partido Fuerte de Egipto ha rechazado la Constitución porque según asegura, da demasiado poder al presidente y no es eficaz con respecto a la justicia social. El Movimiento de la Juventud 6 de abril ha anunciado que votarán por el "No" en el proyecto de Constitución a causa de artículos que permiten enjuiciar a civiles en tribunales militares. Los socialistas revolucionarios también votarán en contra.

### Boicot
La Alianza Anti-Golpe y el Frente Salafista, que es "una de las mayores asociaciones de salafistas en el Medio Oriente" y rama de la anterior coalición (Alianza Anti-Golpe), anunciaron el 22 y 21 de diciembre de 2013, respectivamente, que boicotearán la elección. El Partido Al-Wasat, el Partido Libertad y Justicia y la organización armada Al-Gama'a al-Islamiya han dicho que también tienen intenciones de participar en el boicot.

## Supervisores
El ya antes citado partido "Tamarod" y la Unión Europea supervisaron que no se produjeran fraudes en el referéndum.